# Ley de consolidación de 1854

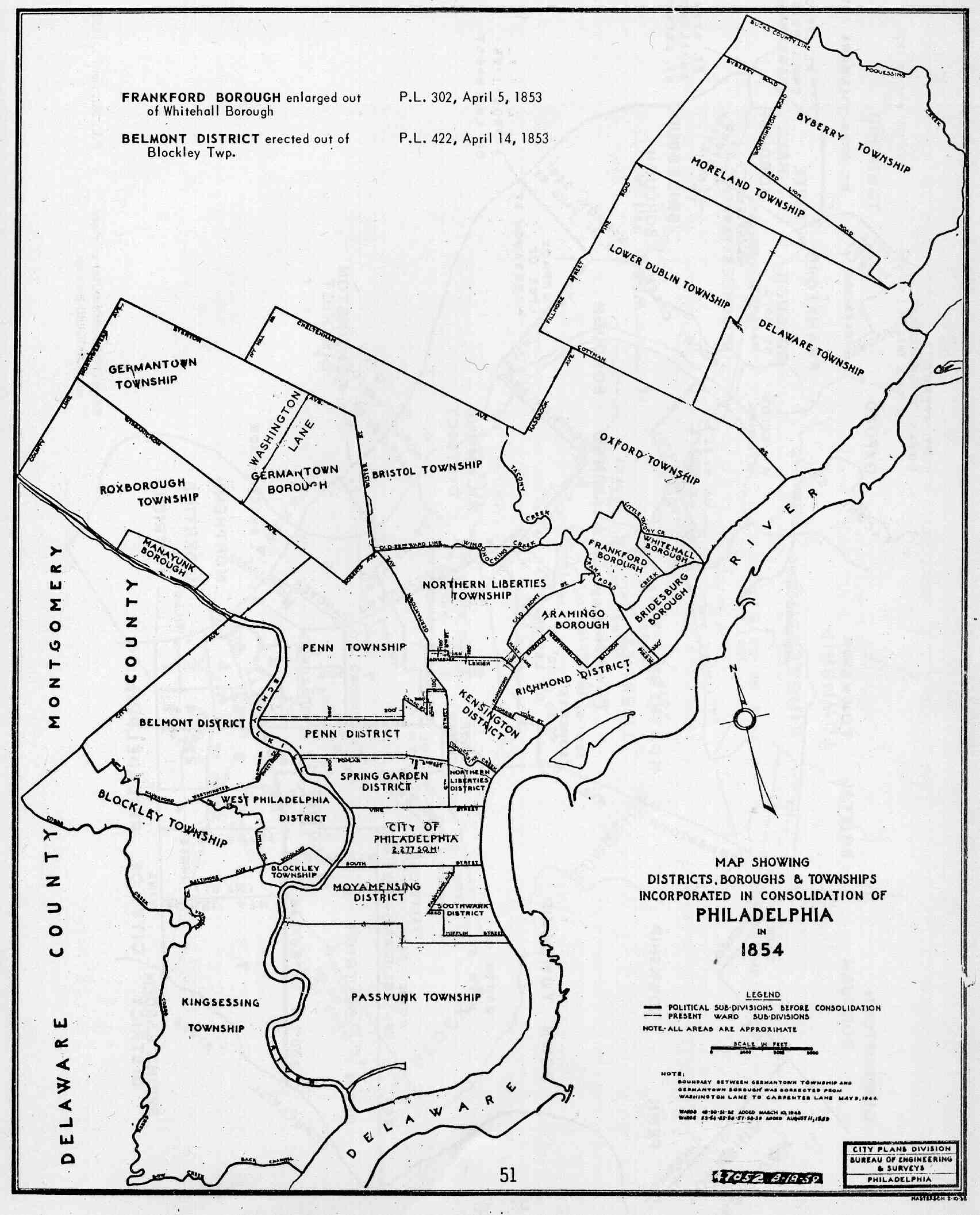
Mapa del condado de Filadelfia antes de la consolidación.

La ley de consolidación de 1854 es una norma estadounidense emitida por la Asamblea General de Pensilvania, aprobada por el gobernador de Pensilvania, William Bigler el 2 de febrero de 1854. Esta ley estableció la Ciudad-condado consolidada de Filadelfia. Previo a esta norma el condado de Filadelfia estaba separado entre varias ciudades, cuya expansión urbana dificultaba su administración como entes individuales.

## Trasfondo
La multiplicidad de subdivisiones dificultaba ejercer la autoridad del gobierno del condado, pues una persona podía cometer un delito en un distrito y caminar hacia otro distrito aledaño, logrando escapar fácilmente de la jurisdicción correspondiente. Uno de los eventos más importantes ocurrió en 1844, cuando se desató una serie de disturbios en contra de la población católica e irlandesa, recién llegada a causa de la inmigración. Los departamentos de policía de distritos como Kensington y Southwark fueron superados por los inconformes, y los policías de otros distritos del condado tardaron en responder por tratarse de un evento ajeno a su jurisdicción.
A lo largo del siglo XIX muchas de las ciudades del condado fueron registradas en el censo como algunas de las más pobladas de Estados Unidos, incluyendo Nortern Liberties, Kensington, Southwark y Spring Garden. En 1840 la ciudad de Filadelfia tenía 93 665 habitantes, y el resto del condado tenía 164 372 pobladores adicionales. Para 1850 la población de la ciudad fue 121 376 y el resto del condado tenía 287 385 habitantes. Entre 1844 y 1854 la población de la ciudad de Filadelfia creció en 29.5%, la de Kensington en 109.5% y la de Spring Garden en 111.5%.

## Distritos, ayuntamientos y barrios consolidados
En total 29 distritos, ayuntamientos y barrios fueron unificados para establecier la ciudad-condado de Filadelfia:
- Barrio de Aramingo
- Distrito de Belmont
- Ayuntamiento de Blockley
- Barrio de Bridesburg
- Ayuntamiento de Bristol
- Ayuntamiento de Byberry
- Cobbs Creek
- Ayuntamiento de Delaware
- Barrio de Frankford
- Barrio de Germantown
- Ayuntamiento de Germantown
- Distrito de Kensington
- Ayuntamiento de Kingsessing
- Ayuntamiento de Lower Dublin
- Barrio de Manayunk
- Ayuntamiento de Moreland
- Distrito de Moyamensing
- Distrito de Northern Liberties
- Ayuntamiento de Northern Liberties
- Ayuntamiento de Oxford
- Ayuntamiento de Passyunk
- Distrito de Penn
- Ayuntamiento de Penn
- Ciudad de Filadelfia
- Ayuntamiento de Roxborough
- Distrito de Richmond
- Distrito de Southwark
- Distrito de Spring Garden
- Barrio de West Philadelphia
- Barrio de Whitehall